# Halalaimus brachyaulax
Halalaimus brachyaulax är en rundmaskart som beskrevs av Mawson 1958. Halalaimus brachyaulax ingår i släktet Halalaimus och familjen Oxystominidae. Inga underarter finns listade i Catalogue of Life.